# Janine Beermann
Janine Beermann (* 20. November 1983 in Wuppertal) ist eine deutsche Lehrerin und Hockeyspielerin. Sie spielt für den Bochumer Hockey Verein 05.

## Karriere
Janine Beermann spielte in Deutschland bei den Vereinen ETG & GW Wuppertal, RTHC Bayer Leverkusen und ETuF Essen. Mit dem RTHC belegte sie in der Jugend den zweiten Platz bei der Deutschen Hallen-Meisterschaft und den dritten Platz mit der Damenmannschaft in der Halle. Sie spielte nie in der deutschen Bundesliga, bevor sie in die Niederlande zum NMHC Nijmegen wechselte.
Mit der deutschen Hockeynationalmannschaft belegte Beermann 2004 den ersten Platz bei der Hallen-Europameisterschaft in Eindhoven. 2005 in Dublin wurde sie Vizeeuropameisterin, 2007 in Manchester Europameisterin. Bei der 2006 in Madrid veranstalteten Weltmeisterschaft belegte sie den achten Platz. Janine Beermann gehörte zum Kader für die Olympischen Sommerspiele 2008 in Peking.
Sie studierte Sport und Sozialwissenschaften auf Lehramt an der Bergischen Universität Wuppertal und war danach Lehrerin am Maria-Wächtler-Gymnasium in Essen für die Fächer Sport, Sozialwissenschaften und Politik. Ihre Festanstellung an der Schule erfolgte im Sommer 2012.